# Elusa ustula
Elusa ustula là một loài bướm đêm trong họ Noctuidae.